# Ocho apellidos vascos
Ocho apellidos vascos is een Spaanse film uit 2014, geregisseerd door Emilio Martínez-Lázaro.

## Verhaal
Rafa heeft zijn geboortestad Sevilla nooit verlaten, totdat hij een Baskisch meisje genaamd Amaia ontmoet, die zich tegen zijn verleidingstechnieken verzet. Op advies van zijn vrienden volgt hij haar naar Baskenland nadat ze de nacht in zijn huis heeft doorgebracht en haar tas is vergeten. Een reeks misverstanden dwingt Rafa zich voor te stellen als een Bask met acht achternamen (Gabilondo, Urdangarín, Zubizarreta, Arguiñano van de vader en Igartiburu, Erentxun, Otegi en Clemente van de moeder). Hij raakt steeds verder verstrikt in dat personage om Amaia te plezieren.

## Rolverdeling
| Acteur         | Personage |
| -------------- | --------- |
| Clara Lago     | Amaia     |
| Dani Rovira    | Rafa      |
| Carmen Machi   | Merche    |
| Karra Elejalde | Koldo     |
| Alberto López  | Joaquín   |

## Ontvangst

### Prijzen en nominaties
Een selectie:
| Jaar | Evenement                       | Categorie                | Genomineerde                               | Resultaat   |
| ---- | ------------------------------- | ------------------------ | ------------------------------------------ | ----------- |
| 2015 | Premios Goya (29ste uitreiking) | Beste mannelijke bijrol  | Karra Elejalde                             | Gewonnen    |
| 2015 | Premios Goya (29ste uitreiking) | Beste vrouwelijke bijrol | Carmen Machi                               | Gewonnen    |
| 2015 | Premios Goya (29ste uitreiking) | Beste debuterend acteur  | Dani Rovira                                | Gewonnen    |
| 2015 | Premios Goya (29ste uitreiking) | Beste camerawerk         | Kalo Berridi                               | Genomineerd |
| 2015 | Premios Goya (29ste uitreiking) | Beste origineel nummer   | Fernando Velázquez ("No te marches jamás") | Genomineerd |